# Ove R. Andersson
Kjell Ove Roland Andersson, född 10 oktober 1946 i Silbodal, är en före detta svensk travkusk och travtränare. Ove R. Andersson är far till travkusken Patrik Andersson som avled 2014 under en semesterresa i Thailand.

## Karriär
Mellan 1981 och 1985 tog Andersson fem raka championat på Årjängstravet, och han har fortfarande rekordet på antal segrar under en säsong, med 32 stycken under säsongen 1982. Sedan dess har Björn Goop har tangerat rekordet.
Andersson tog en av sin karriärs största segrar 1982, då han segrade i Olympiatravet med hästen Jana Bloc.